# Rio Paciá
Rio Paciá är ett vattendrag i Brasilien.   Det ligger i delstaten Amazonas, i den västra delen av landet, 2 100 km nordväst om huvudstaden Brasília.
I omgivningarna runt Rio Paciá växer i huvudsak städsegrön lövskog. Trakten runt Rio Paciá är nära nog obefolkad, med mindre än två invånare per kvadratkilometer.